# فريانة
فريانة، معتمدية وبلدية في ولاية القصرين، تونس. بلغ عدد سكانها عام 2023 ما يقارب 35000 نسمة. تبعد عن القصرين 35 كم وعن قفصة 75 كم.
تقع في الجزء الجنوبي الغربي من التلال التونسية على ارتفاع 745 مترًا وهي واحدة من أعلى مدن تونس. تتمتع بمناخ شبه جاف في شتاء بارد  حيث تبلغ نسبة تهاطل الامطار فيها حوالي 350 ملم سنويًا. الغطاء النباتي نادر باستثناء عدد قليل من سهوب ألفا أي السباسب (سبارتوم ليغوم) وأشجار الأكاسيا والقليل من غابات الصنوبر الحلبي.

## الثقافة
تشتهر مدينة فريانة بمهرجان سيدي تليل وهي تظاهرة ثقافية متنوعة بين السينما، الموسيقى، وعروض للفروسية تدوم ثلاثة أيام. احتفل المهرجان في سنة 2014 بدورته 48 بنفس العروض الفرجوية الشيقة والحضور الجمهوري الغفير، نظرا لكونها التظاهرة الاحتفالية الأولى التي تميز المدينة. كما إنطلق في المدينة مهرجانها السنوي في سنة 2014، ليكون محركا جديدا للحركة الثقافية. وتتراوح فعاليات المهرجان بين السينما والعروض الموسيقية والمسرحية.

## الرياضة
ينشط في المدينة النجم الرياضي بفريانة وأشرف عليه المدرب صالح السعداوي في الموسم 2013-2014. ثم أعلن عن انسحابه إثر هزيمة النادي أمام النجم الرياضي الساحلي بثلاثية نظيفة في إطار كأس تونس.

## أعلام فريانة
- عادل لطيفي، كاتب وباحث أكاديمي وأستاذ تاريخ العالم العربي المعاصر بجامعة باريس الثالثة السربون.[7][8]
- عبد الباقي الهرماسي، أستاذ علم الاجتماع في تونس ووزير الثقافة ووزيرا للشئون الخارجية سابق.

- مصطفى التليلي